# Rosella Sensi
Rosella Sensi (Roma, Italia, 18 de diciembre de 1971) es una empresaria italiana. Fue presidenta de la Associazione Sportiva Roma tras la muerte de su padre, Franco Sensi en el año 2008 hasta la venta del club al estadounidense Thomas DiBenedetto en 2011.

## Biografía
Se graduó en la Libera Università Internazionale degli Studi Sociali Guido Carli (LUISS). Desde 28 de agosto de 2008 ha ocupado el cargo de director general y también la presidencia de la AS Roma, en sustitución de su padre, Franco Sensi, quien fue presidente hasta su muerte el 17 de agosto de 2008.
Rosella se convirtió en la segunda mujer en ocupar el cargo de presidente del club. Anteriormente, Flora Viola, la viuda de Dino Viola, sucedió a su marido como presidente del club, cuando murió en 1991.